# Targeta moneder
Una targeta moneder o moneder electrònic era una targeta intel·ligent de prepagament no personalitzada, en què el portador emmagatzemava diner electrònic per poder pagar productes i serveis sense haver-se d'identificar. Era un sistema de pagament que es recarregava amb diners a un banc o una entitat autoritzada. Un dels avantatges de les targetes moneder era el control sobre el seu ús, ja que només es podia utilitzar gastar l'import que s'havia carregat prèviament.
També es podia recarregar amb targeta de dèbit o crèdit. Per no quedar-se sense saldo era recomanable vincular la targeta a una targeta de crèdit o dèbit, i d'aquesta manera el moneder es podia recarregar automàticament. Avui dia han quedat obsoletes amb les targetes de crèdit contactless i les que s'anuncien com a targetes moneder són de fet targetes de dèbit.

## Característiques
El seu principal és en sistemes de transport públic com a València o l'Oyster card de Londres. També s'utilitzen targetes moneders d'impacte social en projectes socials per permetre a persones en situacions de pobresa de comprar productes o serveis essencials. Certs bancs van integrar la funció de targeta moneder recarregable en la targeta de dèbit, el que permet pagar petites transaccions sense connexió telefònica. També hi va haver projectes per integrar la targeta moneder en el telèfon mòbil. Empreses i altres entitats com ara universitats l'utilitzaven per simplificar els pagaments d'imports menuts pel personal o els estudiants (a la biblioteca, la cantina…) i suprimir els pagaments amb metàl·lic que demanen una logística costosa.
Pros:
- S'eviten les cues i la congestió als punts de pagament.
- S'optimitza el temps de transacció (en ser sempre off-line).
- Donava major seguretat i control de les petites despeses de cada dia.
- S'eliminen els problemes del tipus de canvi canvi i la falta de moneda es podia emprar per pagar el bitllet o bo de transport públic.

Contres:
- En cas de robatori els diners carregats romanien a la targeta i qualsevol els podia utilitzar.
- La majoria eren targetes amb contacte (fallen amb el desgast dels contactes)

## Història
A Espanya els moneders electrònics de propòsit general més estesos van ser:
- Moneder 4B, especificat pel consorci 4B.
- Moneder Euro 6000, especificat per la Confederació Espanyola de Caixes d'Estalvis basant-se en CEN WG10.
- Moneder Visa Cash, especificat per Visa en base a TIBC (targeta intel·ligent de bancs i caixes).

Aquests tres sistemes de moneders (aplicacions)  no eren interoperables  entre si. Aquesta situació de manca d'interoperabilitat (que es dona a Espanya i a altres països) va portar a diferents esforços de cara a crear unes especificacions comunes per a un moneder electrònic. Els més destacats són:
- EMV (Europa i-Mastercard-Visa): estàndard iniciat per[11] a 1999 per Europa i, MasterCard i Visa per a gestionar, mantenir i promoure les especificacions d'aplicacions, terminals i targetes intel·ligents per mètodes de pagament.

- CEPS (Especificacions Comuns del moneder electrònic): estàndard iniciat per[12] CEPSCO, EURO Kartensysteme, Europa i i Visa per implementar un moneder electrònic interoperable a tot el món i compatible amb les especificacions EMV.